# Eskilstunaknivar

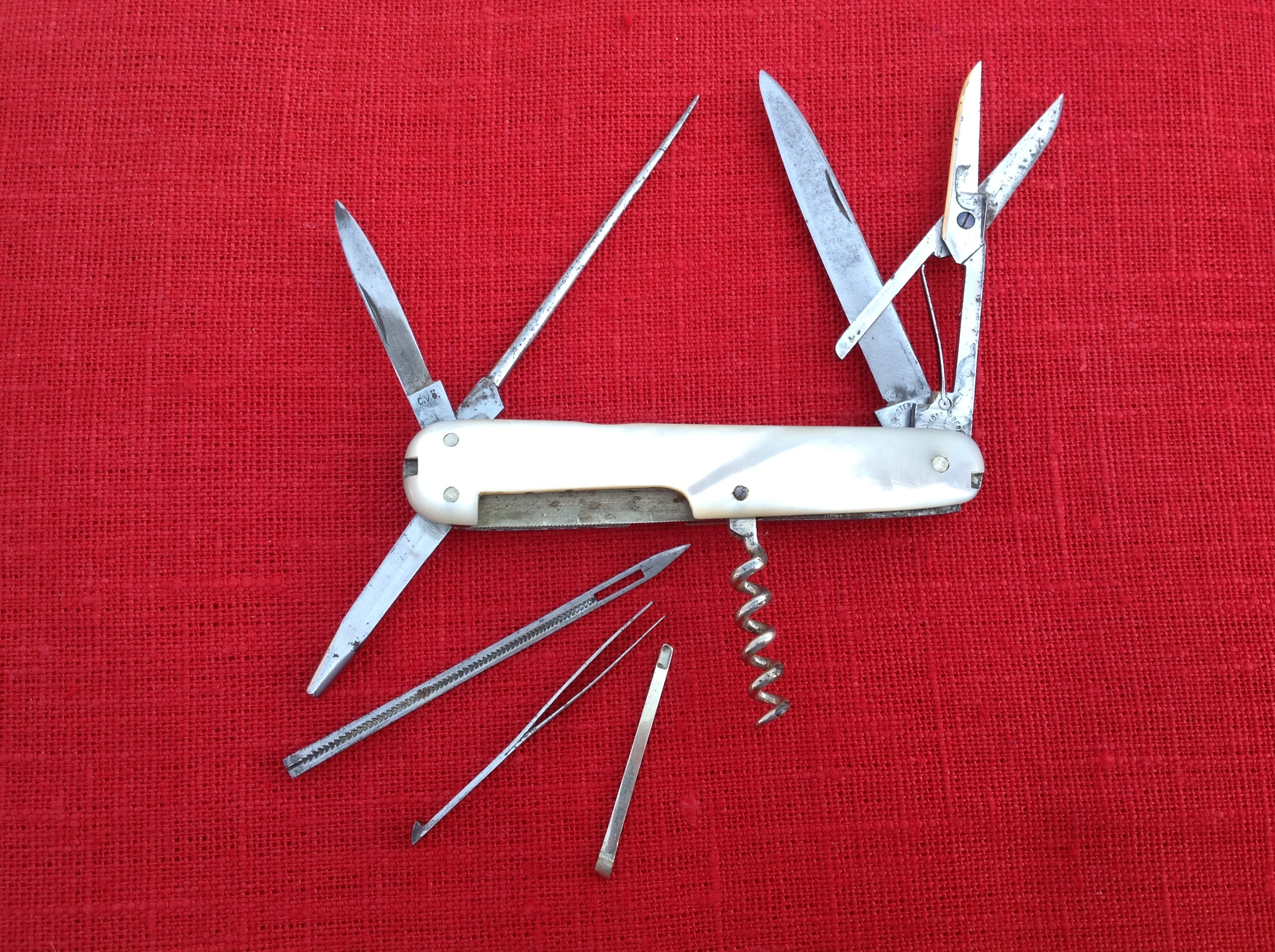
Fickkniv med skaft i pärlemor av C.V. Österberg.

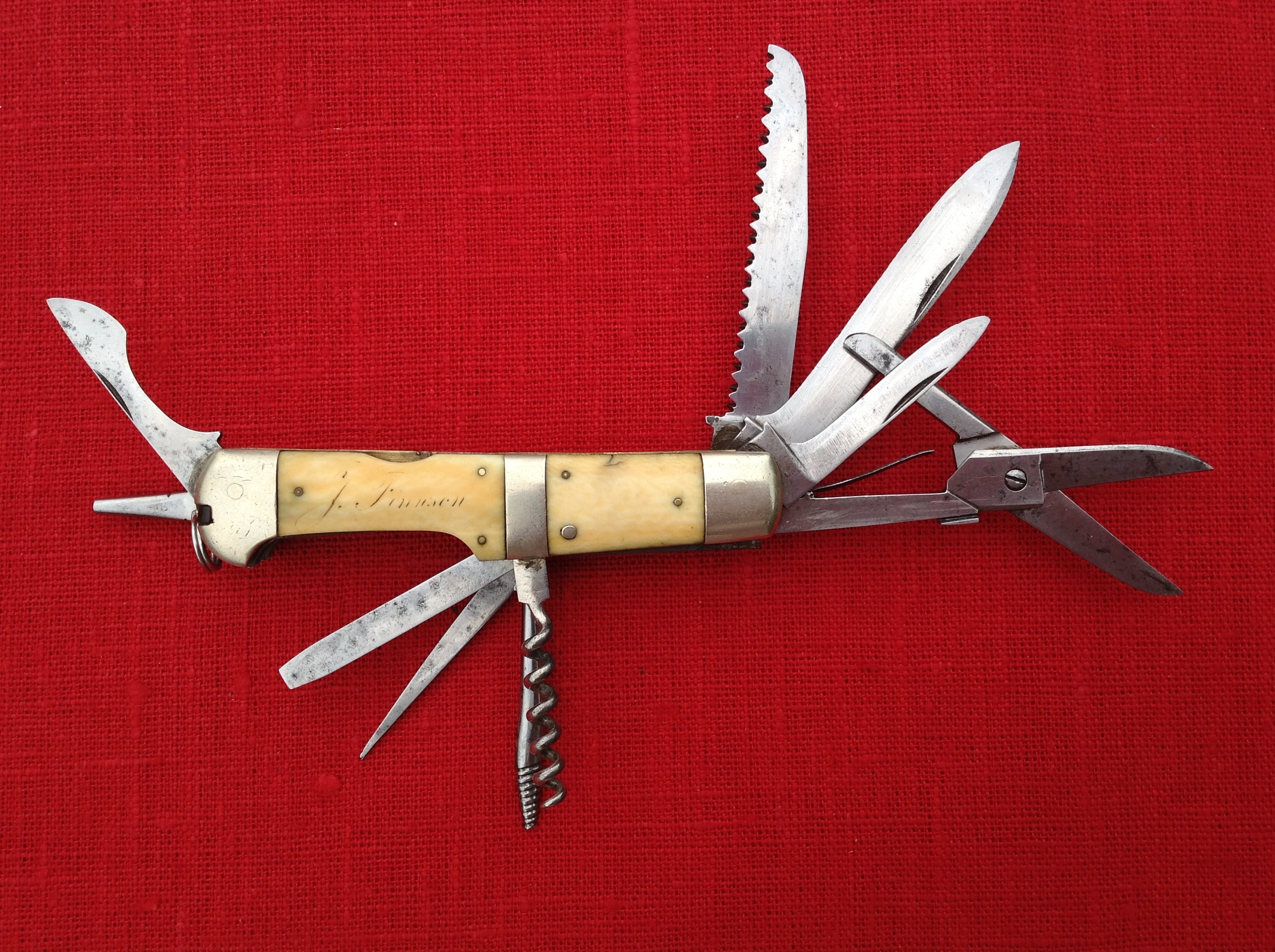
Fickkniv med skaft i ben av C.O. Ryd.

Eskilstunaknivar etablerades som begrepp i slutet av 1800-talet, då det fanns ett flertal tillverkare av knivar i Eskilstuna. En mängd olika sorters knivar kallades inledningsvis för Eskilstunaknivar som skomakarknivar och rakknivar, men namnet syftade senare främst på fällknivar med en mängd olika instrument. Ibland användes namnet som synonym för just fällkniv, även när de inte härstammade från Eskilstuna.

## Bakgrund
Naturliga förutsättningar i form av vattenkraft, kolmilor och närheten till Bergslagen bidrog i varierande grad till framväxten av Eskilstuna som centrum för knivtillverkning. Liknande förutsättningar har gjort att knivtillverkning koncentrerats till Sheffield i England, Thiers i Frankrike och Solingen i Tyskland. 1654 erbjöd Carl X Gustav industrimannen Reinhold Rademacher att komma till Eskilstuna, och han anses ha grundlagt Eskilstunasmidets höga anseende. 1771 grundades Fristaden genom ett riksdagsbeslut, det vill säga ett område i Eskilstuna där inflyttade metallarbetare som startade smidesverksamhet i staden var skattebefriade. Dessa behövde inte heller gå med i något skrå eller ha mästarbrev för att verka. Ett flertal smeder lockades till staden och den här perioden lade grunden för att Eskilstuna skulle bli en av landets ledande metallindustriorter. När bryggerinäringen vid mitten av 1880-talet övergick till den standardiserade knoppflaskan skapades ett behov av en fickburen korkskruv varmed fällkniven utvecklades ytterligare. Knoppflaskan med sin lilla kork var i allmänt bruk fram till 1930-talets början.

## Marknadsutveckling
Ryssland, Australien, Afrika, Asien, Europa och Amerika var viktiga exportmarknader för Eskilstunaknivar.[när?] Under efterkrigstiden förändrades förutsättningarna för såväl hantverk som industri i Sverige. Knivtillverkningen som var förhållandevis småskalig och hantverksbetonad fick allt svårare att försvara sin plats i en hårdnande världshandel.

## Tillverkare
Bland de cirka två hundra kända knivtillverkarna som förekommit i Eskilstuna kan nämnas några mer kända och framstående tillverkare.
| Knivfabrikör     | Verksamhetsperiod  |
| ---------------- | ------------------ |
| E. A. Berg       | 1880–1959          |
| J. W. Carlsson   | 1910–1953          |
| C. W. Dahlgren   | 1870–1915          |
| EKA              | (1882) 1917–fortf. |
| Johan Engström   | 1874–1915          |
| Hadar Hallström  | 1882–1917          |
| Hedengran & Son  | 1833–1916          |
| J. A. Hellberg   | 1891–fortf.        |
| Pontus Holmberg  | 1876–ca. 1960      |
| Anders Karlsson  | 1890–1922          |
| Emil Olsson      | 1896–1967          |
| C. O. Ryd        | 1876–1918          |
| E. T. Segerström | 1864–1925          |
| C. V. Österberg  | 1824–1931          |

Idag (2014) återstår, vid sidan av enmansföretagaren Jan-Peter Hammar, blott EKA (från början Hadar Hallströms Knivfabriks AB) av alla de knivföretag som en gång sett dagens ljus i Eskilstuna.